# Карл Гуссов
Карл Гуссов (нім. Karl Gussow; 25 лютого 1843, Гафельберг — 27 березня 1907, Мюнхен) — німецький художник і професор університету.

## Життя і творчість
Його рання схильність до мистецтва була заохочена його сім'єю, тому, щойно після закінчення середньої школи, він був зарахований до новоствореної великогерцогської саксонської школи мистецтв у Веймарі. Вивчав творчість голландських майстрів у студіях історичного та жанрового живописця Артура фон Рамберга. Пізніше він працював з бельгійським історичним художником Фердинандом Пауельсом, який мав вирішальний вплив на його стиль. У 1867 році, покинувши студію Пауельса, він поїхав до Мюнхена, щоб продовжити навчання у Карла фон Пілоті, але пробув там лише короткий час, перш ніж вирушити до Італії, а потім повернувся до Веймара.
У 1870 році він відправив деякі роботи на виставку в Берлін. Це привернуло позитивну увагу критиків, що змусило графа Станіслава фон Калькройта, відомого пейзажиста, запропонувати йому посаду професора в художній школі. Він був там до 1874 року, коли прийняв аналогічну посаду в Академії образотворчих мистецтв у Карлсруе. Через два роки він перейшов до Прусської академії мистецтв. Залишив цю посаду у 1881 році. Через два роки він знову поїхав до Мюнхена, де викладав в Академії образотворчих мистецтв і заснував спеціальні класи для жінок, яких на той час не можна було прийняти до академії.
Серед його учнів були Макс Клінгер, Герман Прель, Карл фон Марр, Адольф Реттельбуш, Оттілі Редерштайн, Анна Герресхайм і Клара фон Раппард.
За стилем він був реалістом. Антон фон Вернер, директор Берлінської академії, сказав, що «точне відтворення природи» було ідеалом Гуссова. Він використовував спеціально розроблені пензлі, які дозволяли йому створювати складніші глазурі. Цей тип пензля тепер відомий як «Гуссов-Пінзель».